# Auschnippe
Die Auschnippe ist ein 14,3 km langer, südlicher und orographisch linker Zufluss der Schwülme im südniedersächsischen Landkreis Göttingen.
Der Bach entspringt im Mittelgebirgszug Dransfelder Stadtwald. Seine Quelle befindet sich nordnordwestlich vom Hohen Hagen (ca. 492,5 m ü. NHN) aus jeweils einer Quelle am Westhang des Brunsbergs (480,2 m) und am Osthang des Hengelsbergs (463 m). Die daraus entstehenden Quellbäche vereinigen sich nach wenigen hundert Metern Fließstrecke. Etwas südlich vom Quellgebiet liegen die Altarsteine bei Dransfeld.
Die Auschnippe verlässt den Dransfelder Stadtwald in nördlicher Richtung fließend und verläuft danach durch Dransfeld, worin sie die Bundesstraße 3 und die Dransfelder Rampe (Abschnitt der ehemaligen Trasse der Hannöverschen Südbahn) unterquert. Weiter in Richtung Norden fließend passiert sie Güntersen im Westen und Barterode im Osten (Ortsteile von Adelebsen), ohne diese Ortschaften direkt zu durchfließen. Zwischen den beiden Dörfern stehen am Bach die Obere-, Mittlere- und Untere Auschnippemühle. Unterhalb dieser Mühlen passiert der Bach ostnordöstlich von Adelebsen-Eberhausen die Papiermühle Eberhausen.
Etwas weiter nordnordwestlich mündet die Auschnippe nach Kreuzen der Bahnstrecke Göttingen–Bodenfelde (Oberweserbahn) rund 3 km westsüdwestlich von Adelebsen an der Landesstraße 554 in die Schwülme, einem östlichen Nebenfluss der Oberweser.
Urkundliche Erwähnung findet die Auschnippe erstmals 1347 als Ossnippe. Der Name leitet sich wohl von mndd. ou, ouwe 'Flussaue' und mndd. snippe, sneppe 'Schnepfe' ab.